# Geir Ove Kvalheim
Geir Ove Kvalheim (* 30. April 1970 in Bergen) ist ein norwegischer Schauspieler, Journalist und Filmemacher.

## Leben
Geir Ove Kvalheim wuchs in Vestfold  auf. Er war in seiner Jugend in Organisationen der norwegischen Arbeiderpartiet politisch aktiv. Zwischen 1992 und 1994 erhielt er eine Ausbildung an der Skrivekunstakademiet der Region Hordaland und an der Volkshochschule Romerike (Romerike folkehøgskole). 
Kvalheim trat als Schauspieler in verschiedenen Fernsehserien des norwegischen Fernsehens auf. Er arbeitet als Regisseur für den Norwegischen Rundfunk und verschiedene andere norwegische Fernseh- und Medienunternehmen. 
Von Kvalheim wurde 2007 ein Fernsehfeature und Interview mit dem norwegischen Kollaborateur und Obersturmführer der Waffen-SS Fredrik Jensen (* 1921) gesendet.

## Hamsun-Manuskripte
Kvalheim hat 2005 acht weitere Dokumente von Knut Hamsun über dessen Verstrickung als Anhänger des deutschen Nationalsozialismus entdeckt und diese an die Norwegische Nationalbibliothek verkauft. Die Echtheit der Dokumente wurde 2008 von dem Hamsunforscher Lars Frode Larsen in Frage gestellt.